# Blue Mountain State
Blue Mountain State (2010–2011) – amerykański serial komediowy, nadawany przez stację Spike TV od 11 stycznia 2010 roku do 30 listopada 2011 roku. W Polsce premiera serialu odbyła się 25 kwietnia 2010 roku na kanale MTV Polska.

## Opis fabuły
Serial opowiada o losach trzech studentów pierwszego roku, należących do uniwersyteckiej szkoły futbolowej. Craig nastawiony jest na sukcesy w sporcie i nauce, natomiast Sammy i Alex na uczestniczeniu w imprezach w domu drużyny. Sammy chcąc zaistnieć postanawia zostać maskotką drużyny. Alex nie chce się przemęczać i postanawia zostać drugim rozgrywającym.

## Obsada
- Darin Brooks jako Alex Moran
- Chris Romano jako Sammy Cacciatore
- Alan Ritchson jako Thad Castle
- Page Kennedy jako Radon Randell (sezon II)
- Sam Jones III jako Craig Shilo (sezon I)
- Gabrielle Dennis jako Denise Roy (sezon I)
- Frankie Shaw jako Mary Jo Cacciatore (sezon II)

### Pozostali
- Ed Marinaro jako trener Marty Daniels
- Omari Newton jako Larry Summers
- Rob Ramsay jako Donny
- James Cade jako Harmon Tedesco
- Denise Richards jako Debra Simon